# El Generó
El Generó és una masia de Taradell (Osona) inclosa a l'Inventari del Patrimoni Arquitectònic de Catalunya.

## Descripció
Masia de planta rectangular (9x16), coberta a dues vessants amb el carener perpendicular a la façana situada a migdia i consta de planta baixa, primer pis i golfes. La façana presenta un portal rectangular i a la meitat esquerre del mur s'hi adossa un cos amb portal a la planta i amb terrassa a nivell del primer pis, a la qual s'hi accedeix des d'un balcó de la casa. A les golfes hi ha tres obertures, dues d'arc de mig punt. A ponent observem un portal rectangular, tapiat a la planta, i diverses espieres i finestretes. A tramuntana s'hi adossa una construcció coberta a dues vessants i un cobert. A llevant hi ha un portal al primer pis, al qual s'hi accedeix a través d'una escala exterior. Aquest sector correspon a una ampliació de la casa. Malgrat estar deshabitada, l'estat de conservació és mitjà.

## Història
Masia que la trobem esmentada abans del 1325 i com la majoria de les masies del sector NE de la població pertanyia a la parròquia de Santa Eugènia de Berga tot i que avui estan enclavades dins del terme municipal de Taradell. Moltes d'aquestes masies havien nascut arran de l'establiment dels fadristerns dels masos en terres no llunyanes al mas patern. El Generó no patí el despoblament provocat per la pesta negra i el trobem registrat en els fogatges del segle xvi així com en el nomenclàtor de la província de Barcelona de 1860. Com podem observar per les dades constructives, la masia ha sofert diverses ampliacions que anirien des del segle xvii fins a les més recents en el segle xx.
Les dades constructives que es poden veure són: 1662, 1818 (finestra de la façana), 1928 (balcó) i 1939 (construcció de la llevant i teulada nova).